# 科里·朱诺
科里·斯科特·朱诺（英語：Cory Scott Juneau，1999年6月20日—），美国男子滑板运动员，2017年世界滑板锦标赛男子碗池铜牌得主、2020年夏季奥林匹克运动会男子碗池铜牌得主。